# Enilda
Enilda est un hameau (hamlet) de Big Lakes, situé dans la province canadienne d'Alberta.

## Démographie
En tant que localité désignée dans le recensement de 2011, Enilda a une population de 165 habitants dans 66 de ses 69 logements, soit une variation de 3.1% par rapport à la population de 2006. Avec une superficie de 0,637 8 km2, le hameau possède une densité de population de 258,701 8 hab/km2 en 2011.
Concernant le recensement de 2006, Enilda abritait 160 habitants dans 68 de ses 71 logements. Avec une superficie de 0,637 8 km2, le hameau possédait une densité de population de 250,9 hab/km2 en 2006.